# Skilanglauf-Australia/New-Zealand-Cup 2017
Der Skilanglauf-Australia/New-Zealand-Cup 2017 war eine von der FIS organisierte Wettkampfserie, die zum Unterbau des Skilanglauf-Weltcups 2017/18 gehört. Sie begann am 22. Juli 2017 im australischen Perisher Valley und endete am 9. September 2017 im neuseeländischen Snow Farm. Die Gesamtwertung bei den Männern gewann Phillip Bellingham. Bei den Frauen wurde Barbara Jezeršek in der Gesamtwertung Erste. Sie siegte bei vier von acht Rennen. 

## Männer

### Resultate
| 1. Australia/New-Zealand-Cup in Perisher Valley, 22. und 23. Juli 2017 | 1. Australia/New-Zealand-Cup in Perisher Valley, 22. und 23. Juli 2017 | 1. Australia/New-Zealand-Cup in Perisher Valley, 22. und 23. Juli 2017 | 1. Australia/New-Zealand-Cup in Perisher Valley, 22. und 23. Juli 2017 | 1. Australia/New-Zealand-Cup in Perisher Valley, 22. und 23. Juli 2017 |
| ---------------------------------------------------------------------- | ---------------------------------------------------------------------- | ---------------------------------------------------------------------- | ---------------------------------------------------------------------- | ---------------------------------------------------------------------- |
| Datum                                                                  | Disziplin                                                              | Erster Platz                                                           | Zweiter Platz                                                          | Dritter Platz                                                          |
| 22. Juli 2017                                                          | Sprint Freistil                                                        | Phillip Bellingham                                                     | Callum Watson                                                          | Paul Kovacs                                                            |
| 23. Juli 2017                                                          | 10 km klassisch                                                        | Philippe Nicollier                                                     | Phillip Bellingham                                                     | Paul Kovacs                                                            |

| 2. Australia/New-Zealand-Cup und Kangaroo Hoppet in Falls Creek, 19., 20. und 26. August 2017 | 2. Australia/New-Zealand-Cup und Kangaroo Hoppet in Falls Creek, 19., 20. und 26. August 2017 | 2. Australia/New-Zealand-Cup und Kangaroo Hoppet in Falls Creek, 19., 20. und 26. August 2017 | 2. Australia/New-Zealand-Cup und Kangaroo Hoppet in Falls Creek, 19., 20. und 26. August 2017 | 2. Australia/New-Zealand-Cup und Kangaroo Hoppet in Falls Creek, 19., 20. und 26. August 2017 |
| --------------------------------------------------------------------------------------------- | --------------------------------------------------------------------------------------------- | --------------------------------------------------------------------------------------------- | --------------------------------------------------------------------------------------------- | --------------------------------------------------------------------------------------------- |
| Datum                                                                                         | Disziplin                                                                                     | Erster Platz                                                                                  | Zweiter Platz                                                                                 | Dritter Platz                                                                                 |
| 19. August 2017                                                                               | Sprint klassisch                                                                              | Phillip Bellingham                                                                            | Callum Watson                                                                                 | Miles Havlick                                                                                 |
| 20. August 2017                                                                               | 15 km Freistil                                                                                | Phillip Bellingham                                                                            | Callum Watson                                                                                 | Miles Havlick                                                                                 |
| 26. August 2017                                                                               | 42 km Freistil Mst.                                                                           | Miles Havlick                                                                                 | Phillip Bellingham                                                                            | Valerio Leccardi                                                                              |

| 3. Australia/New-Zealand-Cup in Snow Farm, 7. bis 9. September 2017 | 3. Australia/New-Zealand-Cup in Snow Farm, 7. bis 9. September 2017 | 3. Australia/New-Zealand-Cup in Snow Farm, 7. bis 9. September 2017 | 3. Australia/New-Zealand-Cup in Snow Farm, 7. bis 9. September 2017 | 3. Australia/New-Zealand-Cup in Snow Farm, 7. bis 9. September 2017 |
| ------------------------------------------------------------------- | ------------------------------------------------------------------- | ------------------------------------------------------------------- | ------------------------------------------------------------------- | ------------------------------------------------------------------- |
| Datum                                                               | Disziplin                                                           | Erster Platz                                                        | Zweiter Platz                                                       | Dritter Platz                                                       |
| 7. September 2017                                                   | 10 km Freistil                                                      | Benjamin Lustgarten                                                 | Kaichi Naruse                                                       | Brian Gregg                                                         |
| 8. September 2017                                                   | Sprint klassisch                                                    | Benjamin Saxton                                                     | Benjamin Lustgarten                                                 | Kaichi Naruse                                                       |
| 9. September 2017                                                   | 15 km klassisch Mst.                                                | Benjamin Lustgarten                                                 | Adam Martin                                                         | Kaichi Naruse                                                       |

### Gesamtwertung Männer
| Rang | Name                | Punkte |
| ---- | ------------------- | ------ |
| 1    | Phillip Bellingham  | 568    |
| 2    | Callum Watson       | 408    |
| 3    | Paul Kovacs         | 341    |
| 4    | Benjamin Lustgarten | 280    |
| 5    | Miles Havlick       | 220    |
| 6    | Kaichi Naruse       | 200    |
| 7    | Ewan Watson         | 191    |
| 8    | Seve de Campo       | 166    |
| 8    | Adam Martin         | 166    |
| 10   | Philippe Nicollier  | 150    |

| Rang | Name               | Punkte |
| ---- | ------------------ | ------ |
| 10.  | Benjamin Saxton    | 150    |
| 12.  | Brian Gregg        | 145    |
| 13.  | Tomoki Sato        | 121    |
| 14.  | Christoph Gasche   | 118    |
| 15.  | Andre Lovett       | 113    |
| 15.  | Mark Pollock       | 113    |
| 17.  | Nicholas Blackwell | 95     |
| 18.  | Jarrah Forrer      | 92     |
| 18.  | Tom Hoogenraad     | 92     |
| 20.  | Caelan McLean      | 90     |

| Rang | Name                  | Punkte |
| ---- | --------------------- | ------ |
| 21.  | William Middlemiss    | 84     |
| 22.  | Finlay Clark          | 80     |
| 23.  | Declan Burke          | 79     |
| 24.  | Kim Min-uk            | 73     |
| 25.  | Jeong Jong-won        | 72     |
| 26.  | Bentley Walker-Broose | 66     |
| 27.  | Fedele de Campo       | 65     |
| 28.  | Cho Yong-jin          | 64     |
| 29.  | Dominic Cooper        | 61     |
| 29.  | Kim Min-woo           | 61     |

## Frauen

### Resultate
| 1. Australia/New-Zealand-Cup in Perisher Valley, 22. und 23. Juli 2017 | 1. Australia/New-Zealand-Cup in Perisher Valley, 22. und 23. Juli 2017 | 1. Australia/New-Zealand-Cup in Perisher Valley, 22. und 23. Juli 2017 | 1. Australia/New-Zealand-Cup in Perisher Valley, 22. und 23. Juli 2017 | 1. Australia/New-Zealand-Cup in Perisher Valley, 22. und 23. Juli 2017 |
| ---------------------------------------------------------------------- | ---------------------------------------------------------------------- | ---------------------------------------------------------------------- | ---------------------------------------------------------------------- | ---------------------------------------------------------------------- |
| Datum                                                                  | Disziplin                                                              | Erster Platz                                                           | Zweiter Platz                                                          | Dritter Platz                                                          |
| 22. Juli 2017                                                          | Sprint Freistil                                                        | Barbara Jezeršek                                                       | Katerina Paul                                                          | Aimee Watson                                                           |
| 23. Juli 2017                                                          | 5 km klassisch                                                         | Katerina Paul                                                          | Aimee Watson                                                           | Sarah Slattery                                                         |

| 2. Australia/New-Zealand-Cup und Kangaroo Hoppet in Falls Creek, 19., 20. und 26. August 2017 | 2. Australia/New-Zealand-Cup und Kangaroo Hoppet in Falls Creek, 19., 20. und 26. August 2017 | 2. Australia/New-Zealand-Cup und Kangaroo Hoppet in Falls Creek, 19., 20. und 26. August 2017 | 2. Australia/New-Zealand-Cup und Kangaroo Hoppet in Falls Creek, 19., 20. und 26. August 2017 | 2. Australia/New-Zealand-Cup und Kangaroo Hoppet in Falls Creek, 19., 20. und 26. August 2017 |
| --------------------------------------------------------------------------------------------- | --------------------------------------------------------------------------------------------- | --------------------------------------------------------------------------------------------- | --------------------------------------------------------------------------------------------- | --------------------------------------------------------------------------------------------- |
| Datum                                                                                         | Disziplin                                                                                     | Erster Platz                                                                                  | Zweiter Platz                                                                                 | Dritter Platz                                                                                 |
| 19. August 2017                                                                               | Sprint klassisch                                                                              | Barbara Jezeršek                                                                              | Katerina Paul                                                                                 | Aimee Watson                                                                                  |
| 20. August 2017                                                                               | 10 km Freistil                                                                                | Barbara Jezeršek                                                                              | Iris Pessey                                                                                   | Aimee Watson                                                                                  |
| 26. August 2017                                                                               | 42 km Freistil Mst.                                                                           | Barbara Jezeršek                                                                              | Mary Rose                                                                                     | Iris Pessey                                                                                   |

| 3. Australia/New-Zealand-Cup in Snow Farm, 7. bis 9. September 2017 | 3. Australia/New-Zealand-Cup in Snow Farm, 7. bis 9. September 2017 | 3. Australia/New-Zealand-Cup in Snow Farm, 7. bis 9. September 2017 | 3. Australia/New-Zealand-Cup in Snow Farm, 7. bis 9. September 2017 | 3. Australia/New-Zealand-Cup in Snow Farm, 7. bis 9. September 2017 |
| ------------------------------------------------------------------- | ------------------------------------------------------------------- | ------------------------------------------------------------------- | ------------------------------------------------------------------- | ------------------------------------------------------------------- |
| Datum                                                               | Disziplin                                                           | Erster Platz                                                        | Zweiter Platz                                                       | Dritter Platz                                                       |
| 7. September 2017                                                   | 5 km Freistil                                                       | Jessie Diggins                                                      | Barbara Jezeršek                                                    | Sophie Caldwell                                                     |
| 8. September 2017                                                   | Sprint klassisch                                                    | Sophie Caldwell                                                     | Ida Sargent                                                         | Caitlin Patterson                                                   |
| 9. September 2017                                                   | 10 km klassisch Mst.                                                | Jessie Diggins                                                      | Caitlin Patterson                                                   | Ida Sargent                                                         |

### Gesamtwertung Frauen
| Rang | Name              | Punkte |
| ---- | ----------------- | ------ |
| 1.   | Barbara Jezeršek  | 516    |
| 2.   | Katerina Paul     | 394    |
| 3.   | Aimee Watson      | 379    |
| 4.   | Sarah Slattery    | 294    |
| 5.   | Jessie Diggins    | 218    |
| 6.   | Caitlin Patterson | 190    |
| 7.   | Emily Champion    | 176    |
| 8.   | Ida Sargent       | 175    |
| 9.   | Sophie Caldwell   | 160    |
| 10.  | Alecia Phillips   | 148    |

| Rang | Name             | Punkte |
| ---- | ---------------- | ------ |
| 11.  | Iris Pessey      | 140    |
| 12.  | Anne Hart        | 126    |
| 12.  | Casey Wright     | 126    |
| 14.  | Elizabeth Guiney | 113    |
| 15.  | Caitlin Gregg    | 103    |
| 16.  | Lee Chae-won     | 102    |
| 17.  | Phoebe Cridland  | 81     |
| 18.  | Mary Rose        | 80     |
| 19.  | Ju Hye-ri        | 78     |
| 20.  | Kelsey Phinney   | 70     |

| Rang | Name            | Punkte |
| ---- | --------------- | ------ |
| 20.  | Je Sang-Mi      | 60     |
| 22.  | Kaitlynn Miller | 45     |
| 23.  | Han Da-som      | 42     |
| 24.  | Lillian Boland  | 40     |
| 24.  | Maysen Duffy    | 40     |
| 26.  | Katrina Ojavee  | 32     |
| 26.  | Manikala Rai    | 32     |
| 28.  | Julia Kern      | 26     |
| 28.  | Kim Eun-ji      | 13     |
| 30.  | Cha Jea-In      | 12     |